# Opuntia wetmorei
Opuntia wetmorei ist eine Pflanzenart in der Gattung der Opuntien (Opuntia) aus der Familie der Kakteengewächse (Cactaceae). Das Artepitheton wetmorei ehrt den  US-amerikanischen Ornithologen Alexander Wetmore.

## Beschreibung
Opuntia wetmorei wächst niedrig strauchig mit zahlreichen Zweigen. Die trübgrünen mehr oder weniger zylindrischen, zu ihren Enden verjüngten Triebabschnitte sind um die Areolen herum etwas purpurfarben befleckt und angeschwollen. Sie sind 4 bis 10 Zentimeter lang und bis zu 2 Zentimeter im Durchmesser. Die bis zu 2 Millimeter langen Blattrudimente fallen frühzeitig ab. Die kleinen weißlichen oder ockerfarbenen Areolen tragen kurze gelblich Glochiden. Die zahlreichen ungleichen borstenartigen, abgeflachten Dornen sind weißlich bis gelblich oder bräunlich. Einige von ihnen sind zurückgebogen, einige liegen an der Trieboberfläche an und einige stehen ab. Die Dornen sind 2 bis 3,5 Zentimeter lang.
Über die Blüten ist nichts bekannt. Die rötlich purpurfarbenen Früchte sind bis zu 3 Zentimeter lang. Ihre oberen Areolen tragen weiße Borsten.

## Verbreitung und Systematik
Opuntia wetmorei ist in der argentinischen Provinz Mendoza verbreitet.
Die Erstbeschreibung durch Nathaniel Lord Britton und Joseph Nelson Rose wurde 1923 veröffentlicht.

## Nachweise